# Lars Veldwijk
Lars Veldwijk (Uithoorn, 21 de agosto de 1991) é um futebolista neerlandês que atua como atacante. Ele assinou um contrato em julho de 2017 até meados de 2020 com o FC Groningen. Lars Veldwijk estreiou em outubro de 2016 na Seleção Sul-Africana de Futebol.

## Carreira

### Excelsior
Veldwijk representou o Excelsior na temporada 2013-14 da Eredivisie, e marcou 35 gols em 45 partidas em todas as competições.

### Nottingham Forest
Em 12 de junho de 2014, Veldwijk assinou um contrato de três anos com o Nottingham Forest por uma quantia de £ 500.000 que poderia subir para £ 1 milhão, dependendo de várias cláusulas. Ele fez sua estreia pelo clube em 16 de agosto de 2014 contra o Bolton Wanderers no Macron Stadium como substituto do atacante Matty Fryatt aos 92 minutos.

### Empréstimo para Aalesunds
Em 31 de março de 2017, Veldwijk assinou um contrato com o clube de futebol norueguês Aalesunds FK, por empréstimo, com opção de compra quando o período de empréstimo terminar.

### FC Groningen
O futebolista internacional sul-africano Lars Veldwijk assinou um contrato por três temporadas com o FC Groningen em julho de 2017, que pagou uma quantia não revelada ao clube belga KV Kortrijk. Em 12 de fevereiro de 2018, Veldwijk foi informado pelo clube que ele foi imediatamente afastado, devido à alegada recusa de sair do banco de reservas quando foi chamado pelo treinador, durante o jogo em casa contra o ADO Den Haag um dia antes. No final da temporada, o FC Groningen anunciou a despedida de Veldwijk. O atacante tinha um contrato em andamento até 2020, inclusive, mas pode sair sem transferência. Veldwijk estava em conflito com o companheiro de equipe Mimoun Mahi e o treinador Ernest Faber durante a Eredivisie de 2017–18.

## Seleção Sul-Africana
Apesar de ter nascido na Holanda, e tendo passado seus anos de formação progressiva através do sistema juvenil holandês a nível de clube, Veldwijk foi elegível para representar a Seleção Sul-Africana através de sua linhagem paterna, nomeadamente porque seu pai é sul-africano. Ele recebeu sua primeira convocação para as eliminatórias da Copa do Mundo de 2018 contra o Senegal, em outubro de 2016, e no mês seguinte estreiou em um amistoso contra o Moçambique, que terminou em 1 a 1.